# Protonemura caprai
Protonemura caprai är en bäcksländeart som först beskrevs av Aubert 1954.  Protonemura caprai ingår i släktet Protonemura och familjen kryssbäcksländor. Inga underarter finns listade i Catalogue of Life.